# Георгій Кесеіванов
Георгій Іванов Кесеіванов (болг. Георги Иванов Кьосеиванов; 19 січня 1884, Пештера, Пазарджицька область — 27 липня 1960, Швейцарія) — болгарський дипломат і політик, прем'єр-міністр країни у 1935–1940 роках.
Кесеіванов вивчав право в Парижі (1905). Працював у дипломатичних представництвах Болгарії в Римі (1912), Стамбулі (1913–1915), Берні (1918–1920), Берліні (1920), Парижі (1923–1924) й Бухаресті (1925). Після цього обіймав посаду повноважного посла в Греції (1926–1931), Румунії (1931-1933) та Югославії (1933-1934).
Упродовж кількох місяців у 1934–1935 роках Георгій Кесеіванов був начальником канцелярії царя Бориса III, після чого став міністром закордонних справ, а потім і прем'єр-міністром. Наприкінці 1940 року був призначений повноважним послом у Швейцарії (1940–1944), де залишився після перевороту 9 вересня 1944 року.